# Montégut-Arros
Montégut-Arros é uma comuna francesa na região administrativa da Occitânia, no departamento de Gers. Estende-se por uma área de 15.29 km², e possui 288 habitantes, segundo o censo de 2018, com uma densidade de 19 hab/km².